# Major Minor Records
Major Minor Records was een Brits platenlabel, gesticht door Phil Solomon in 1966. Bekende artiesten op dit label waren The Dubliners en Johnny Nash. In 1970 verkocht Solomon het label aan de EMI Group.

## Geschiedenis
In 1966 richtte Phil Solomon, een rijke impresario en manager van een aantal popartiesten, zijn eigen platenlabel Major Minor Records op. Voor de distributie sloot hij een overeenkomst met Decca Records.
Kort voordien was Solomon toegetreden tot de directie van de piratenzender Radio Caroline nadat hij had geholpen bij de schuldsanering van dat bedrijf. Hij zag Caroline als een goed medium om de platen van zijn eigen label te promoten. De diskjockeys van Caroline werden verplicht elke dag een aantal platen van Major Minor te draaien. Ze waren daar niet allemaal even blij mee. Michael Pasternak, die platen draaide onder de naam Emperor Rosko, verfoeide de meeste muziek van Major Minor. Hij werd een paar maal door Solomon ontslagen omdat hij weigerde de platen van Major Minor te draaien, en vervolgens door Carolines andere directeur Ronan O'Rahilly weer aangenomen.
Major Minor bleef altijd klein. Toen Radio Caroline in 1968 uit de ether verdween, was het zijn belangrijkste promotiemedium kwijt. Hoewel het label in 1969 zijn grootste hit scoorde (Je t'aime... moi non plus van Serge Gainsbourg en Jane Birkin), raakte het een jaar later toch in financiële problemen. Solomon verkocht zijn label aan de EMI Group, die de naam niet meer gebruikte.
In 2010 begon EMI echter weer platen uit te brengen onder het label Major Minor. De eerste was een heruitgave van het album Bona Drag van Morrissey uit 1990.

## Artiesten
Solomon had veel contacten met Ierse en Noord-Ierse artiesten. Die waren dan ook oververtegenwoordigd op Major Minor. Onder hen waren The Dubliners, Them, David McWilliams, Taste en Danny Doyle. Maar ook Engelse artiesten als Malcolm Roberts maakten platen met Major Minor.
Het label bracht de eerste single van Peter Sarstedt en de derde single van Gilbert O'Sullivan op de markt, beide zonder enig succes.
Daarnaast wist Major Minor voor een aantal Amerikaanse artiesten de rechten voor Groot-Brittannië en Ierland te verkrijgen. Onder hen waren Johnny Nash, The Isley Brothers, Crazy Elephant en Tommy James and the Shondells.
Major Minor bracht ook de Britse versie van een drietal platen van (The) Golden Earring(s) (waaronder Just a Little Bit of Peace In My Heart) en Ma belle amie van Tee Set op de markt. Bovendien bracht het label een Engelstalig liedje Let Me Go, gekoppeld met Viva El Amor, van de Belgische zanger Will Tura uit.

## Je t’aime…
In 1969 scoorde Major Minor met het Franstalige Je t'aime... moi non plus van Serge Gainsbourg en Jane Birkin zijn grootste hit. Dankzij de hijggeluiden van Jane Birkin in dit lied werd het in verschillende landen verboden. In Groot-Brittannië niet, maar wel weigerde de BBC het te draaien. De plaat kwam daar oorspronkelijk uit op Fontana Records, maar de leiding van dat platenlabel trok de plaat in op het moment dat ze op de tweede plaats in de Britse hitparade stond (naar verluidt omdat de vrouw van de directievoorzitter zich eraan ergerde). Serge Gainsbourg trad in onderhandeling met Phil Solomon, en de plaat kwam opnieuw uit op Major Minor. Nu bereikte ze de eerste plaats in de UK Singles Chart. Het was het eerste door de BBC verboden nummer dat de eerste plaats haalde, en ook het eerste niet-Engelstalige nummer.

## Andere hits
Andere successen van Major Minor waren:
- The Dubliners, Seven Drunken Nights (1967), dat wegens de ‘obscene’ tekst ook al in de ban werd gedaan door de BBC, maar toch de zevende plaats in de Britse Top Tien (en de eerste in de Ierse) bereikte.
- The Dubliners, Black Velvet Band (1967), nummer 15 in de UK Singles Chart.
- Tommy James and the Shondells, Mony Mony (1968), dat in Groot-Brittannië de eerste plaats haalde.
- Johnny Nash, You Got Soul (1968), nummer 6 in de UK Singles Chart.
- Johnny Nash, Cupid (1969), ook nummer 6 in de UK Singles Chart.
- Malcolm Roberts, May I Have the Next Dream with You (1968), nummer 8 in de UK Singles Chart.
- David McWilliams, The Days of Pearly Spencer (1967), dat in Groot-Brittannië niets deed, maar wel een hit werd in Frankrijk en Nederland.